# Pallacanestro 3x3 ai Giochi del Mediterraneo sulla spiaggia
La pallacanestro 3x3  è inserita nel programma dei Giochi del Mediterraneo sulla spiaggia dalla terza edizione, che si è svolta nel 2023, comprendendo sia gare maschili che gare femminili. 

## Edizioni
| Giochi | Anno | Sede      | Gare |
| ------ | ---- | --------- | ---- |
| III    | 2023 | Heraklion | 2    |

## Medagliere complessivo
Aggiornato alla terza edizione
| Pos.   | Paese    | Oro | Argento | Bronzo | Totale |
| ------ | -------- | --- | ------- | ------ | ------ |
| 1      | Grecia   | 2   | 0       | 0      | 12     |
| 2      | Slovenia | 0   | 1       | 1      | 2      |
| 2      | Croazia  | 0   | 1       | 1      | 2      |
| Totale | Totale   | 2   | 2       | 2      | 6      |